# Middle Finger Protests
A Middle Finger Protests, também conhecida como Human Rights Protection Group, é uma organização de direitos humanos de Chandigarh e um grupo de protestos liderado por Prabhloch Singh. A organização recebeu o nome dos protestos durante o julgamento de Jessica Lal. É também a organização por trás dos protestos no caso de assassinato de Sippy Sidhu e tem participado de vários protestos, incluindo o caso de Jyoti, o caso de Aarushi e o caso de Nirbhaya.

## Contexto
A organização foi a primeira a agir no caso de assassinato de Jessica Lal da cidade natal de Manu Sharma, Chandigarh. Também foi apresentado no filme de Bollywood No One Killed Jessica em 2011. O líder do grupo de protesto é Prabhloch Singh, ativista de direitos humanos.

## Atividades e eventos
Prabhloch Singh, fundador da organização, representou a Índia como observadora na sede das Nações Unidas durante a 13.ª Cúpula Anual Internacional de Direitos Humanos de 2016, realizada de 25 de agosto a 27 de agosto de 2016. Prabhloch proferiu um discurso sobre direitos civis na Índia enquanto falava com dignitários que consistiam em luminares de direitos humanos, embaixadores e representantes de missões permanentes nas Nações Unidas. Prabhloch também discursou na Cúpula Mundial da Juventude para os Direitos Humanos — Cúpula Mundial da Ásia do Sul, em 22 e 23 de março de 2017, como oradora convidada. A ONG organiza uma conferência de dois dias sobre direitos humanos intitulada "#LeaveNoOneBehind Conclave Internacional sobre Direitos Humanos, Bem-Estar Comunitário, Filantropia e ODS da ONU". A conferência de 2017 foi inaugurada pelo deputado Kirron Kher. A segunda edição do Conclave foi realizada em 11 e 12 de novembro de 2019, por ocasião do 550.º aniversário de nascimento de Guru Nanak O Governador de Puducherry, Kiran Bedi, se dirigiu ao público juntamente com MLA Kanwar Sandhu, o músico indiano Rabbi Shergill, Prabhloch Singh, o fundador da ONG, Tanmeet Kaur Sahiwal, entre outros. Um projeto de serviços de subsistência foi anunciado no segundo dia do Conclave.

### Serviços funerários respeitáveis
A organização administra uma iniciativa pan-indiana na qual fornece e organiza os últimos ritos respeitosos dos oprimidos que não podem pagar serviços funerários para seus entes queridos. A ONG conseguiu uma van mortuária e funerária sinalizada pelo deputado Kirron Kher em 11 de novembro de 2019.

### Serviços de subsistência
A ONG anunciou um projeto de serviços de subsistência que visa proporcionar meios de subsistência respeitáveis a quinhentas famílias pobres na primeira fase. Este projeto foi anunciado no segundo dia da edição 2.0 do Conclave Internacional, organizado pelo Human Rights Protection Group e pela MFP Federation.